# Faglia di Rivera

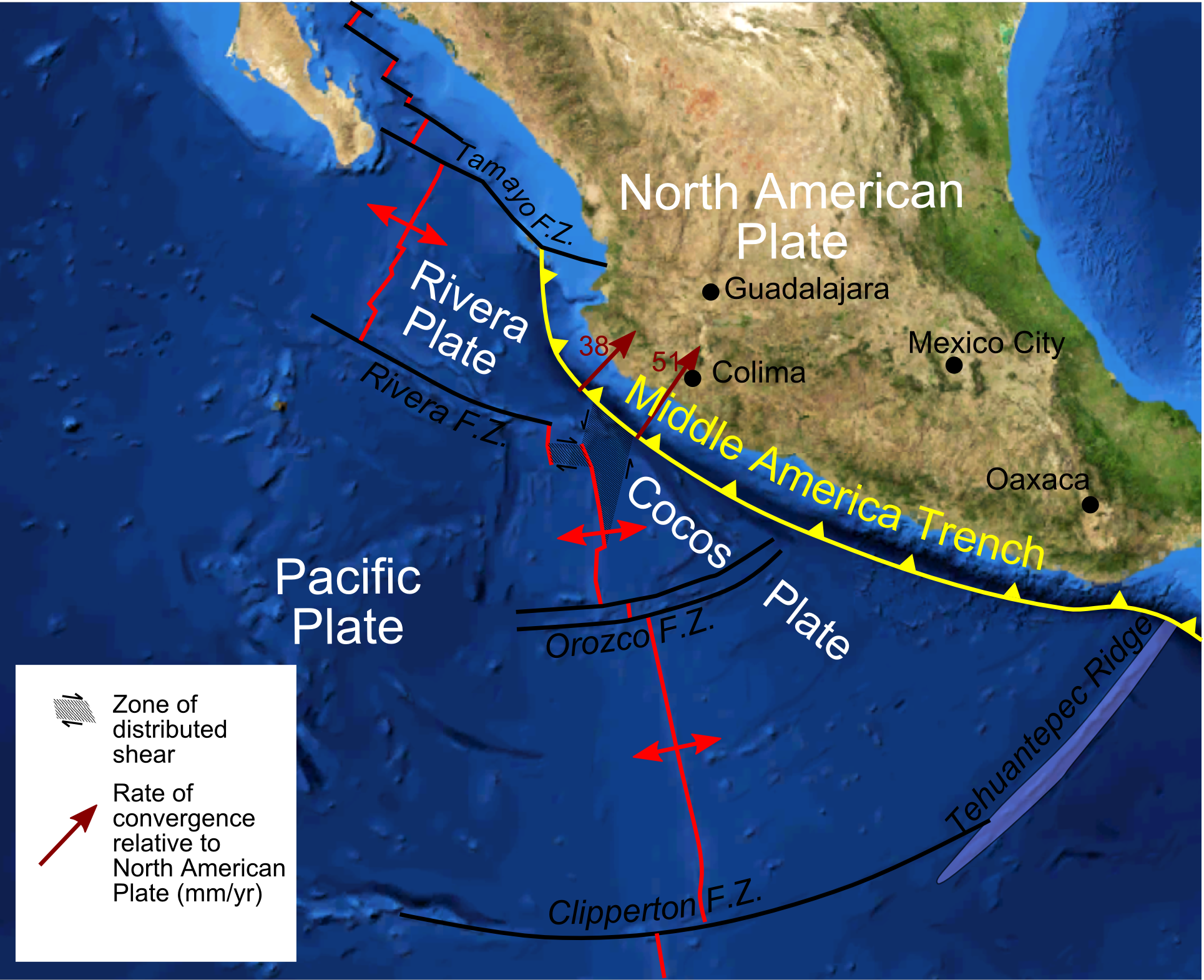
Margini di placca nell'Oceano Pacifico, al largo della costa occidentale del Messico. La faglia di Rivera è indicata come Rivera Fz.

La faglia di Rivera, a volte impropriamente chiamata zona di frattura di Rivera, è una faglia trasforme a movimento laterale destro situata sul fondale dell'Oceano Pacifico, al largo della costa occidentale messicana, poco a sud della bocca del Golfo della California.
La faglia si estende tra due segmenti della dorsale del Pacifico orientale formando il margine sudoccidentale della piccola placca di Rivera. La faglia appare divisa in due segmenti, tra i quali è presente una piccola zona di rift.

## Sismicità
Il 21 gennaio 2016, nel segmento sudorientale della faglia di Rivera è stato registrato un terremoto di magnitudo momento 6,9.